# Adama Diakhaby
Adama Diakhaby (Ajaccio, 5 de julho de 1996) é um futebolista profissional francês que atua como atacante no Waldhof Mannheim, da 3. Fußball-Liga.

## Biografia
De origem senegalesa, ele é elegível para atuar tanto por França e Senegal.

## Carreira

### Rennes
Adama Diakhaby começou a carreira no Rennes.

### Huddersfield Town
Diakhaby se transferiu para o Huddersfield Town, em 2018.